# Ваназручей
Ваназручей — ручей в России, протекает по территории Кедрозерского сельского поселения Кондопожского района Республики Карелии. Длина ручья — 10 км.

## Общие сведения
Ручей берёт начало из озера Ламбины на высоте выше 99 м над уровнем моря и далее течёт преимущественно в северо-западном направлении.
Ручей имеет один малый приток длиной 1,0 км.
Впадает на высоте 74,1 м над уровнем моря в Шайдомозеро — исток реки Шайдомки, впадающей в реку Елгамку, которая, в свою очередь, впадает в Лижмозеро. Через последнее протекает река Лижма, впадающая в Онежское озеро.
В среднем течении Ваназручей пересекает линию железной дороги Санкт-Петербург — Мурманск в границе железнодорожной станции Кяппесельга, а также протекает через одноимённый посёлок.
Код объекта в государственном водном реестре — 01040100612202000015447.